# Ли Джун Хван
Ли Джун Хван (кор. 이•준환, англ. Lee Joon Hwan, родился 13 августа 1977 года в Сеуле) — южно-корейский шорт-трекист, серебряный призёр Олимпийских игр Олимпийских игр 1998 года. Двукратный чемпион мира. Окончил Корейский национальный спортивный университет в Сеуле.

## Спортивная карьера
Ли Джун Хван сын родителей, отца, Чон Нам Ли, директора Сеульской городской федерации конькобежного спорта, и матери, Гё Ок Ли, оба пришли из национальной сборной по конькобежному спорту в конце 1960-х годов.
Он участвовал в 1994 году на первом чемпионате мира среди юниоров в Сеуле и сразу взял две золотые медали на 1000 и 1500 метров в суперфинале, и стал вторым в абсолютном зачёте. В национальную сборную он попал 1996 году, когда принял участие на Азиатских играх в Харбине, где выиграл бронзу на 1500 м и золото в эстафете. В следующем году на чемпионате мира в Нагое взял серебро на 1000 м и в эстафете, а также золото на командном чемпионате мира в Сеуле.
На Олимпийских играх в Нагано Ли участвовал на дистанциях 500 и 1000 м, где занял соответственно 12-е и 7-е места, и выиграл серебряную медаль в эстафете. После игр выиграл две серебряные медали на чемпионате мира в Вене в эстафете и в команде на чемпионате мира в Бормио. В 1999 году Ли выиграл на Азиатских играх в Канвоне дистанцию 500 метров, стал вторым на 3000 м и третьим на 1500 м и в эстафете, на Кубке мира на этапе в Пекине также выиграл золото в эстафете, а в 2000 году вновь заработал серебро на командном чемпионате мира в Гааге.